# Конте (сыр)
Конте́ (фр. Comté, также известен как Gruyère de Comté, «Грюйер из Конте») — французский сыр из непастеризованного коровьего молока, производимый в регионе Бургундия — Франш-Конте (Bourgogne-Franche-Comté) на востоке Франции, по имени которого и назван.

## Производство
Основная территория производства конте — горная местность Юра. Помимо Бургундии — Франш-Конте, его также могут изготавливать в регионах Гранд-Эст и Овернь — Рона — Альпы.
Сыр конте производится исключительно из молока коров симментальской и монбельярдской пород. При этом коровы должны питаться определёнными растениями, выращенными на лугах в пределах географической зоны, установленной в соответствии с AOC. Из их рациона категорически исключаются все виды кормов, способные повлиять на вкус сыра; не допускаются также корма на основе генно-модифицированных растений.

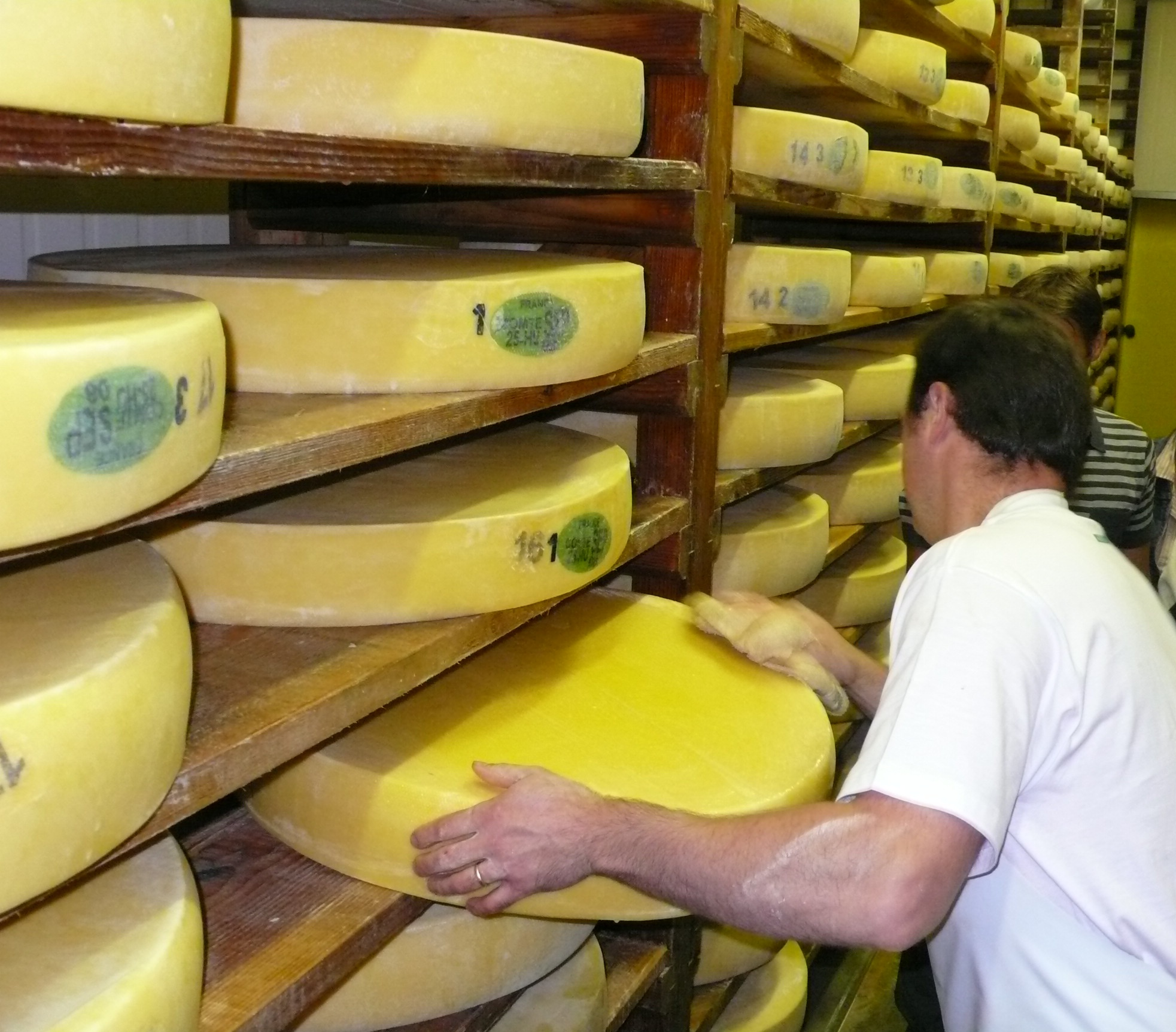
Головки сыра регулярно протирают рассолом

Молоко, доставленное с фермы, разливается в большие медные бочки, где подвергается щадящему нагреванию (не выше 40°C). Добавляется сычуг или другой натуральный фермент. Получившаяся закваска разрезается на очень маленькие кусочки, которые помешивают до повторного нагревания в течение примерно 30 минут. Содержимое затем выкладывают в формы, позволяя молочной сыворотке стечь.
После этого сыры помещают для вызревания на полки, сделанные из еловых досок. В процессе выдержки сырную корочку периодически обрабатывают специальным раствором морж (на базе рассола). Она должна быть твёрдой, чистой, без трещин и без признаков шелушения, равномерно окрашенной.
При соблюдении правильных условий созревания на сырной мякоти образуются глазки, которые могут быть размером с горошину или вишню.
На боковой стороне сырной головки помещается зелёный казеиновый ярлык, указывающий дату производства.
Производство конте осуществляется в соответствии с нормами AOC. Затем его качество оценивается экспертами по 20-балльной шкале; чтобы получить положительную оценку, сыр должен набрать не менее 14 баллов. Сыры, набравшие от 12 до 14 баллов, также допускаются к продаже, но с другим ярлыком.
По данным различных источников, среди всех французских сыров именно этот сорт производится в наибольшем количестве (64 179 тонн или 1 600 000 головок в 2014 году).

## Характеристики
Вкус сыра — выраженный, сладковатый, с ореховым привкусом, текстура — довольно твёрдая и эластичная. Корочка обычно серовато-коричневая, внутри сыр бледно-кремово-жёлтый. Жирность — около 45 %.

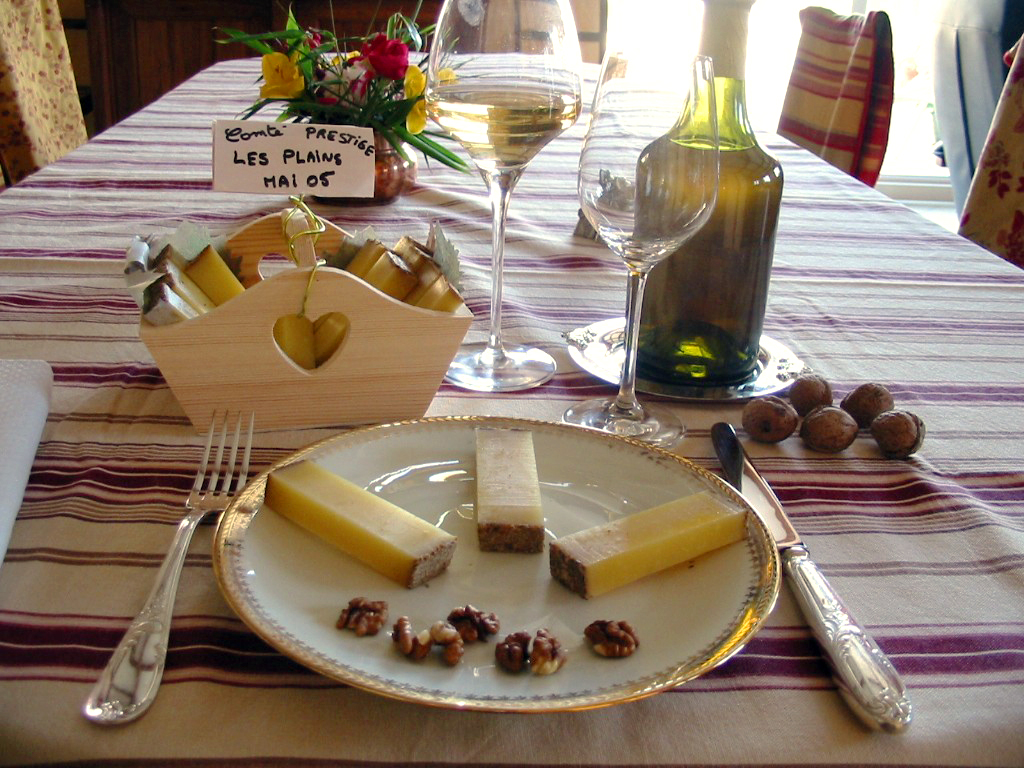
Ломтики конте на тарелке

Отличительной особенностью сыров конте является то, что в зависимости от времени и места изготовления (вплоть до конкретного погреба) их вкус может сильно разниться. Таким образом, каждой головке присущ собственный уникальный аромат. Выделяют шесть основных разновидностей вкуса конте («фруктовый», «молочный», «жжёный», «травяной», «животный» и «пряный»), которые, в свою очередь, насчитывают более 90 оттенков. Следует отметить, однако, что речь идёт исключительно о вкусе, присущем самому сыру, а не о вкусовых добавках или ароматизаторах, которые никогда не используются при изготовлении этого сорта.
Средняя головка имеет вес около 40 кг при диаметре 60 и толщине 10 см. На каждую такую головку уходит около 400 литров молока.
Большинство сыров конте имеют возраст от 8 до 12 месяцев. Допустимый минимум — 4 месяца, максимум — год.

## Использование
Конте широко используется во французской кухне: как отдельное блюдо, подаваемое в конце трапезы, а также в канапе, фондю, салатах, суфле, в сочетании с овощами и фруктами. К этому сыру подходят белые, красные и игристые вина.
Конте содержит большое количество кальция, меди, протеинов, витаминов B2 и B12.